# 윌리엄 포사이스 (무용가)

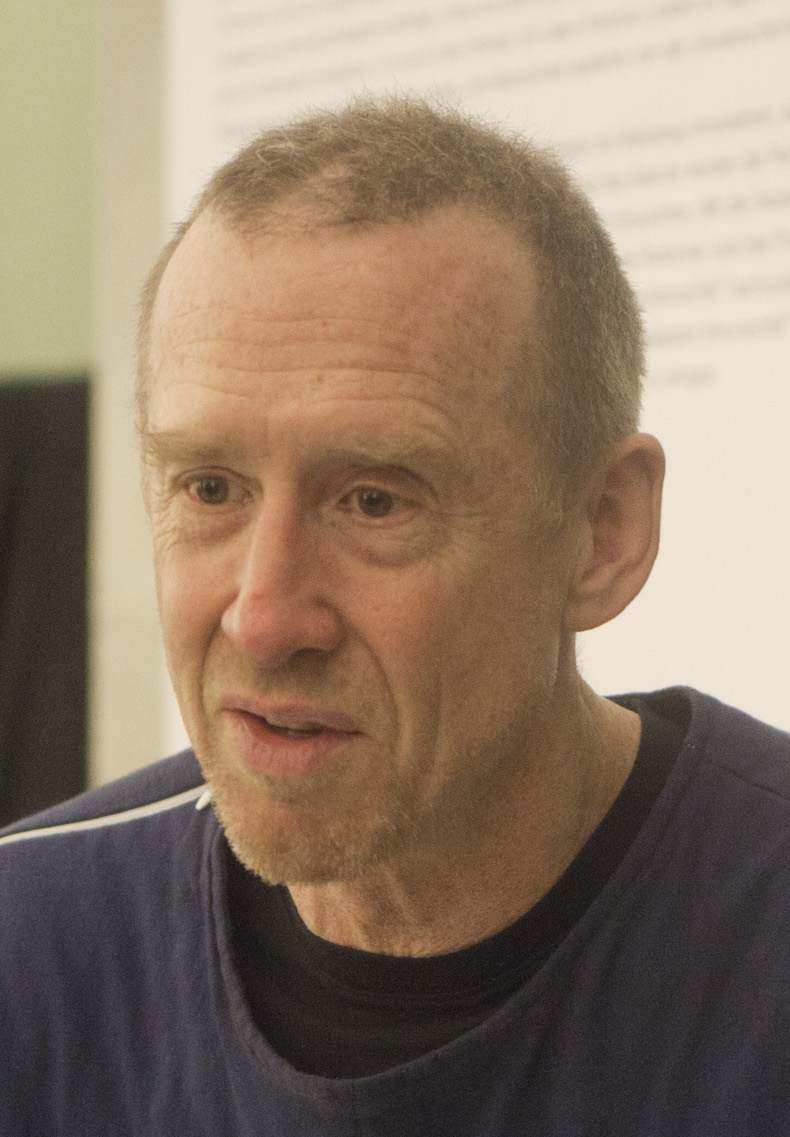

윌리엄 포사이스(William Forsythe, 1949년 12월 30일 ~ )는 미국의 댄서, 안무가로, 컨템퍼러리 댄스의 선구자이다.